# Powiat Unna
Powiat Unna (niem. Kreis Unna) – powiat w Niemczech, w kraju związkowym Nadrenia Północna-Westfalia, w rejencji Arnsberg. Stolicą powiatu jest miasto Unna.

## Podział administracyjny
Powiat Unna składa się z:
- ośmiu gmin miejskich (Stadt)
- dwóch gmin wiejskich (Gemeinde)

Gminy miejskie:
| Lp. | Nazwa gminy miejskiej | Ludność (31.12.2010) | Powierzchnia km² |
| --- | --------------------- | -------------------- | ---------------- |
| 1   | Bergkamen             | 50.587               | 44,84            |
| 2   | Fröndenberg/Ruhr      | 21.915               | 56,21            |
| 3   | Kamen                 | 44.398               | 40,93            |
| 4   | Lünen                 | 87.530               | 59,19            |
| 5   | Schwerte              | 48.259               | 56,20            |
| 6   | Selm                  | 27.001               | 60,34            |
| 7   | Unna                  | 66.502               | 88,53            |
| 8   | Werne                 | 29.901               | 76,08            |

Gminy wiejskie:
| Lp. | Nazwa gminy wiejskiej | Ludność (31.12.2010) | Powierzchnia km² |
| --- | --------------------- | -------------------- | ---------------- |
| 1   | Bönen                 | 18.533               | 38,02            |
| 2   | Holzwickede           | 17.180               | 22,36            |